# Kemenesszentpéter
Kemenesszentpéter is een plaats (község) en gemeente in het Hongaarse comitaat Veszprém. Kemenesszentpéter telt 754 inwoners (2001).